# Croatian Indoors 1996 - Qualificazioni doppio
Le qualificazioni del doppio  del Croatian Indoors 1996 sono state un torneo di tennis preliminare per accedere alla fase finale della manifestazione. I vincitori dell'ultimo turno sono entrati di diritto nel tabellone principale. In caso di ritiro di uno o più giocatori aventi diritto a questi sono subentrati i lucky loser, ossia i giocatori che hanno perso nell'ultimo turno ma che avevano una classifica più alta rispetto agli altri partecipanti che avevano comunque perso nel turno finale.
Le qualificazioni del doppio del torneo Croatian Indoors 1996 prevedevano 4 coppie partecipanti di cui una è entrata nel tabellone principale.

## Teste di serie
1. Jan Kodeš, Jr. /  Petr Pála (Qualificati)

1. Sandro Della Piana /  Maurice Ruah (primo turno)

## Qualificati
1. Jan Kodeš, Jr.  /   Petr Pála

## Tabellone

### Legenda
| - Q = Qualificato - WC = Wild card - LL = Lucky loser | - ALT = Alternate - SE = Special Exempt - PR = Protected Ranking | - w/o = Walkover - r = Ritirato - d = Squalificato |

|  | Primo turno | Primo turno                     | Primo turno              | Primo turno | Primo turno |  |  | Ultimo turno | Ultimo turno             | Ultimo turno             | Ultimo turno | Ultimo turno |  |
|  |             |                                 |                          |             |             |  |  |              |                          |                          |              |              |  |
|  | 1           | Jan Kodeš, Jr. Petr Pála        | Jan Kodeš, Jr. Petr Pála | 6           | 6           |  |  |              |                          |                          |              |              |  |
|  |             | Petr Luxa David Miketa          | Petr Luxa David Miketa   | 4           | 2           |  |  | 1            | Jan Kodeš, Jr. Petr Pála | Jan Kodeš, Jr. Petr Pála | 7            | 6            |  |
|  |             | Goran Orešić Igor Sarić         | 6                        | 6           | 6           |  |  |              | Goran Orešić Igor Sarić  | Goran Orešić Igor Sarić  | 6            | 3            |  |
|  | 2           | Sandro Della Piana Maurice Ruah | 7                        | 4           | 4           |  |  |              |                          |                          |              |              |  |